# Henry Halcro Johnston
Henry Halcro Johnston (Orphir, 13 de septiembre de 1856 - 18 de octubre de 1939) fue un botánico, médico, rugbista union international y diputado teniente por Orcadas escocés.
Como miembro del Edinburgh University RFC perteneció a la Selección de rugby de Escocia en 1877 y pasó a contribuir significativamente, a la botánica y horticultura, a través de su recopilación y registro meticuloso de las especies de plantas durante y después de su distinguida carrera militar.

## Vida y obra
Era originario de Orphir House, Orcadas, el quinto de James Johnston J.P. 11º Laird de Coubister, Orkney - un descendiente del hermano de James Johnston (1724–1800). Se educó en Dollar Academy, siguiendo luego en el "Collegiate School of Edinburgh", y finalmente en la Universidad de Edimburgo, donde se graduó M.B., C.M. en 1880. Obtuvo el M.D. en 1893 y el mismo año el título de Bachiller universitario en ciencias y en 1894 el doctorado en Ciencias en Salud Pública.

## Carrera
Después de haber calificado como médico, Johnston ingresó en el ejército como cirujano el 30 de julio de 1881. Su servicio de guerra incluyó Sudán, en 1885, en Suakin, por la que recibió la Medalla Egipto (con el broche Suakin 1885) y estrella de Khedive. Luego pasó a servir en la Frontera del Noroeste de la India, de 1897 a 1898, donde estuvo a cargo del Hospital de Campaña I británica, y participó activamente en las operaciones en el asedio de Malakand, en Bajaur, en el país Mahmund, y en las operaciones de la Fuerza de Buner (1897-1898), incluyendo la acción en Laudakai y el ataque y toma del Paso Tanga. Fue "mencionado en despachos", el 22 de abril de 1898, y recibió la Medalla India, estando en la Frontera de Punjab de 1897 a 1898e.
Luego se desempeñó en la segunda guerra bóer de Sudáfrica, 1899-1902, y participó activamente en las operaciones en Natal. Fue mencionado en los despachos, el 2 de febrero de 1901 y el 29 de julio de 1902. Recibió la Medalla de la Reina de Sudáfrica con cierre (que puede haber sido el broche del Estado Natal o un broche específico de batalla) y también la Medalla Real de Sudáfrica tanto con el Broche de África del Sur 1901 y de 1902. Por sus servicios le hicieron Compañero de la Honorable Orden del Baño, abreviado en letras postnominales a CB.

## Contribución a la ciencia
Autor de numerosas contribuciones a revistas científicas. Su trabajo se basó en las plantas que había recogido en Afganistán, Mauricio, Canarias, Madeira, Egipto, Gambia, Natal, India y Sierra Leona. Luego recogió en las Orcadas en 1919.
Sus contribuciones fueron particularmente centrados en la flora de la Isla Mauricio y las islas de Orkney y islas Shetland y publicados en los Transacciones de la Sociedad Botánica de Edimburgo.

## Obra (selección)
- Report on the flora of Round island, Mauritius, Botanical Society, 1894
- Reports on the flora of Île des Aigrettes and Les Bénitiers, Mauritius, 1894
- Report on the flora of the outlying islands in Mahébourg bay, Mauritius, 1895